# アクティブ・ディナイアル・システム
アクティブ・ディナイアル・システム (Active Denial System : ADS) は、アメリカ軍が開発中の暴動鎮圧等に用いるための対人兵器システム（指向性エネルギー兵器）。
ミリ波の電磁波を対象物（人間）に向けて照射すると、誘電加熱により、皮膚の表面温度を上昇させることが可能で、この照射を受けた者は火傷を負った様な錯覚に陥るという。実験段階での報告によれば致命的な殺傷能力は無いとされ、対象物から450m離れた場所からの照射でも効力が有り、人道的な兵器としての利用が期待されている。
使用される周波数は95GHzで電子レンジの2.45GHzより非常に高い。

## 公開
2007年1月24日にジョージア州ムーディ空軍基地でハンヴィーに搭載したシステムが公開され実演された。ロイター通信の記者が申し出て、実際にデモンストレーションで撃たれてみた。「オーブンで焼かれているみたいに非常に熱かった」と表現していた。
2012年3月15日には、バージニア州クアンティコ海兵隊基地で、メディア向け体験会が行われた。その際には、2010年にごく短期間、アフガニスタンに実戦投入したことが公表されている。

## 論争
この電磁波が人間に与える影響は長年にわたって軍隊によって調査された。しかし、すべての研究成果が公開された記事として発表されたわけではない。これらの研究成果のリストは、ADSページの上で軍のJoint Non-Lethal Weapons Programウェブサイトで見つけることができる。
実験に参加したボランティアがホットスポットを引き起こす可能性がある眼鏡、コンタクトレンズ、金属物を外すように依頼して行われた試験方法に対する問題点は、安全予防措置がとられないフィールドで使われるのであるなら、装置の安全性について懸念を引き起こした。装置の支持者はこれらの措置は安全に試験を行うためのプログラムであったと主張する。試験は600人以上のボランティアに対して約10,200時間の照射を行った結果、安全性が確認された。現在、ADS支持者によると、影響を経験しているボランティアに必要な規制または予防措置はないと言う。
批判する意見としてADSの目的は一時的に無能力にする非致死性兵器であるが、オペレーターによる簡単な操作でADSを戦争に関する国際条約に違反する拷問装置に変えることができるといわれている。